# Knowle (West Midlands)
Knowle is een plaats in het bestuurlijke gebied Solihull, in het Engelse graafschap West Midlands. In 2001 telde het plaats 10.823 inwoners.